# Snårpan
Snårpan är en svensk originalfigur riktad till barn skapad av My Blomqvist Olsberg. Hon finns som bilderböcker, cd-skivor, föreställning och webbreporter. Publiken har mött Snårpan i ”Lattjo Lajban” i tv4, i ”Barnens Allsång på Skansen”, som webbreporter, på turné med Cirkus Maximum, som nätbaserad julkalender hos Unicef och i landets folkparker och festivaler. 
Snårpan är hälften mus och hälften människa. Tillsammans med sin bäste vän Lille B bygger hon en hemlig manick, en ombyggd kotte som drivs med kåda. I den får hon magiska krafter och kan förflytta sig vart hon vill, bara med hjälp av tankens kraft. Snårpan ger barn självkänsla och tillit till sin egen fantasi. Och en förståelse för att allt är möjligt, bara man tror på det.
Säsongen 2006 var Snårpan på turné med Cirkus Maximum. Då startade även "Snårpan-klubben". Samma år släpptes hennes första cd "Jag är som jag är - en musiksaga med Snårpan". 2007 släpptes hennes första bok på Hatten Förlag "Snårpan och den hemliga manicken", skriven av My Blomqvist Olsberg och med illustrationer av Lena Petersson. Samma år släpptes Snårpans andra cd med samma namn och hennes första egna föreställning gick ut på turné i landet. Sommaren 2008 åkte föreställningen "Snårpan och den hemliga manicken" på ytterligare en folkparksturné. 2010 startade My Blomqvist Olsberg ett eget förlag, Barnens Förlag, och släppte ett nytryck av första boken. I rask takt kom bilderboken "Snårpan och argkudden" (2010) och bilderboken samt musiksagan "Snårpan och vad-du-vill-apparaten" (2011). 
Originalcast av figurerna är My Blomqvist Olsberg (Snårpan), Linda Olsson (mamma Ellen) och Erik Frisberg (Lille B).

## Diskografi
- 2011 Musiksagan "Snårpan och vad-du-vill-apparaten"
- 2007/2010 Musiksagan Snårpan och den hemliga manicken
- 2006 Jag är som jag är - en musiksaga med Snårpan